# Casa Bach (Vic)
La Casa Bach és una obra barroca de Vic (Osona) protegida com a Bé Cultural d'Interès Local.

## Descripció
Es tracta d'un edifici entre mitgeres de planta baixa i tres plantes pis. És un edifici model des del punt de vista de la composició. La façana és plana i distingeix clarament els cossos de l'edifici. El basament és format per dos arcs que introdueixen dos eixos verticals que estructuren les obertures de les plantes primera i segona. La tercera planta, amb una galeria de vuit finestretes en fila acabades en arc de mig punt que, amb la motllura de l'ampit, la cornisa i el gran ràfec inclinat constitueix el coronament de l'edifici.
La façana presenta grans obertures a ran de carrer i observem que en els pisos successius van disminuint de mida. Els forjats estan marcats a la façana mitjançant motllures. Tota la façana és de pedra picada. El ràfec és de fusta i les baranes de ferro forjat.
El façana que dona a la rambla Davallades és obra del mestre d'obres Josep Illa (1905).

## Història
Aquest edifici constitueix una casa senyorial construïda segurament a principis del segle xviii, quan s'estaven renovant molts edificis a la ciutat i segons ens indica una inscripció a la façana.
Joan Ramon Triadó ens diu de l'edifici: el canvi estilístic de les fesomies de les ciutats es feu de manera puntual amb l'afegit de balcons i l'addició de motllures que ornaven les obertures de les cases. Un bon exemple és la plaça del Mercadal a Vic on el nou estil és palès a la present façana, on l'amplada de l'espai de la plaça fa possible unes solucions noves sense cap mena de condicionant. (pàg 68)
Manuel Gausa deia, l'any 1945, referint-se a la casa: "de deliciosa composición levantada probablemente en el segle xvii, con detalles renacentistas y reminiscencias góticas decadentes en los dinteles de los balcones superiores. Sillares de las canteras de San Bartomeu del Grau, con los cuales se han obtenido finas molduras. Tiene un saliente alero, protector de toda la fachada, digno de ser imitado". (pàg 57)
A l'arxiu municipal s'ha trobat un expedient d'obra que podria correspondre a la mateixa finca, però pel cantó de la Rambla de les Davallades. Es tractava de construir un cos d'edificació segons la nova alineació a càrrec del mestre d'obres Josep Illa a l'any 1905.